# Natha Caputo
Pour les articles homonymes, voir Caputo.
Natha Caputo, née Nathalie Bernstein, est une auteur et adaptatrice de contes française née le 25 mai 1904 à Lyon et morte le 11 août 1967 à Paris.

## Biographie
Son père, qui est russe, est d'abord correspondant de la Pravda à Lyon, puis journaliste au Progrès de Lyon. Elle-même publiera diverses traductions d'œuvres littéraires en russe et en anglais.
Mariée à Gildo Caputo, un réfugié italien, et influencée par les théories pédagogiques de Maria Montessori, elle commence sa carrière comme institutrice, et écrit des contes pour enfants en s'inspirant des contes russes entendus pendant sa propre enfance.
On lui doit notamment l'adaptation du conte Roule galette, inspiré du conte traditionnel russe de Kolobok, pour le Père Castor (1950), L’histoire de Ho-l'archer dans les Contes des quatre vents (1954) ou encore Les animaux qui cherchaient l'été (1960), sans oublier plusieurs autres volumes de contes chez Nathan, illustrés notamment par Daniel Maja.
Elle a eu une importante activité de critique littéraire pour la jeunesse et a été membre des jurys des prix Jeunesse et Jean Macé. Elle tiendra notamment une chronique régulière de chronique de « Livres pour enfants » dans la revue communiste L'École et la Nation. Un prix « Enfance du monde » décerné chaque année à un album ou documentaire pour enfants porte son nom.

## Sources
- Nic Diament, Dictionnaire des écrivains français pour la jeunesse : 1914-1991, Paris, L'École des loisirs, 1993, 783 p. (ISBN 2-211-07125-2 et 978-2-211-07125-3)